# Амено
Амено (італ. Ameno, п'єм. Amén) — муніципалітет в Італії, у регіоні П'ємонт,  провінція Новара.
Амено розташоване на відстані близько 550 км на північний захід від Рима, 100 км на північний схід від Турина, 40 км на північ від Новари.
Населення — 869 осіб (2014).
Щорічний фестиваль відбувається 15 серпня. Покровитель — Assunzione di Maria.

## Демографія
Населення за роками:

Станом на 1 січня 2023 року в муніципалітеті офіційно проживав 51 іноземець з 18 країн, серед них 16 громадян країн Євросоюзу та 10 громадян України.

## Сусідні муніципалітети
- Армено
- Больцано-Новарезе
- Колацца
- Інворіо
- М'язіно
- Орта-Сан-Джуліо